# 蓋邁恩德貝格山

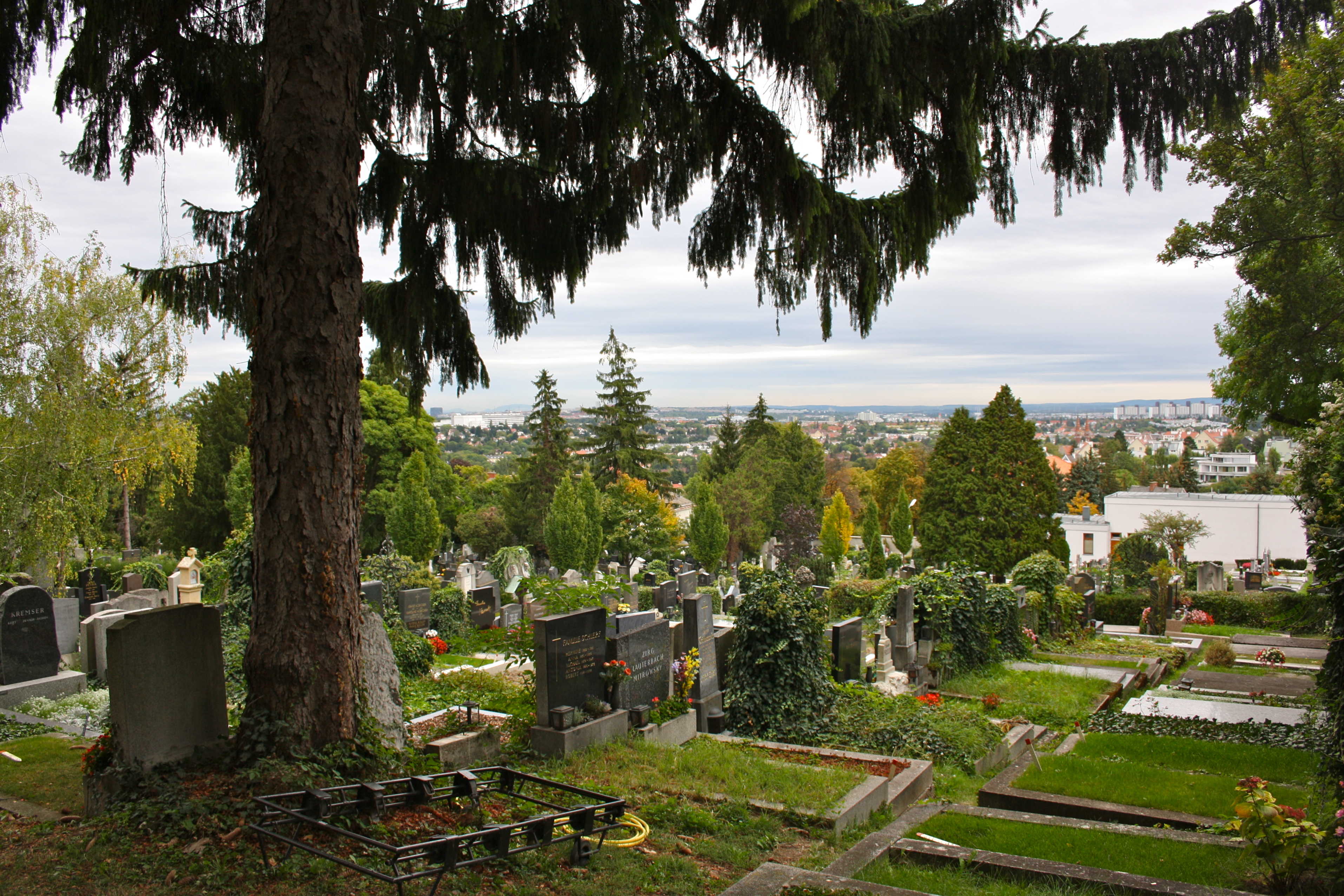

48°10′43″N 16°15′38″E / 48.178691°N 16.260506°E
蓋邁恩德貝格山（德語：Gemeindeberg），是奧地利的山峰，位於該國東北部，由維也納負責管轄，屬於維也納林山的一部分，海拔高度321米，山上有土耳其櫟、大果山茱萸、瘤枝衛矛生長。